# ستريملابز
ستريملابز (بالإنجليزية: Streamlabs)‏ هو برنامج يستخدم لخدمات البث المباشر، قدم للجمهور سنة 2014 بواسطة شركة لوجيتك. تم تأسيس مكاتب هذا البرنامج في سان فرانسيسكو وفانكوفر. تم شراء البرنامج بتاريخ 26 سبتمبر 2019 مقابل 89 مليون دولار.
يمكن لهذا البرنامج تقديم خدمات إضافية مثل برنامج التسجيل (OBS، وطريقة لإدارة الدردشة، ومرئيات تفاعلية أثناء البث، كما يمكن جمع التبرعات المالية أثناء البث. يمكن تقديم خدمات هذا البرنامج في كل من تويتش ويوتيوب لايف، ومايكروسفت ميكسر، وفيسبوك لايف. وفي مارس 2020 أطلق على نظام iOS.

## وصلات خارجية
- الموقع الرسمي